# 寺尾睦男
寺尾 睦男（てらお むつお、1929年1月30日 - 2019年7月24日）は、日本の実業家。京都府生まれ。ライオン副社長、公共広告機構（ACジャパンの前身）理事長、ACジャパン相談役、日本広告写真家協会理事、NPO法人LWC Happy Rice理事、世界の子どもにワクチンを日本委員会理事などを歴任。

## 来歴
1929年京都生まれ。後に東京へ転居し、永田町小学校（現・麹町小学校）、旧・関東中学校（現・聖徳学園中学校・高等学校)、立教大学経済学部卒業。
大学卒業翌年の1951年、ライオン油脂（のちのライオン）に入社。以来、一貫して広告宣伝マーケティングに従事し、ビートルズ日本公演特番の単独CM提供やエメロン「ふりむかないでキャンペーン」などを手掛け、商品のヒットにつなげた。また、CM提供するテレビ番組のタイトル（『8時だョ!全員集合』『細うで繁盛記』）を命名した。
公共広告機構理事長時代の2000年、手掛けた公共広告のフレーズ「ジコチュー（ジコ虫）」が第17回新語・流行語大賞トップテンに入賞し、授賞式に出席した。墓所は多磨霊園。

## 賞歴
- 日本宣伝賞・松下賞
- 全日本CM協議会会長賞・鈴木賞
- 東京広告協会・白川忍賞
- 日経ソーシャルイニシアチブ大賞・特別賞
- 新語・流行語大賞トップテン（ジコチュー、ジコ虫）

## 著書
- あなたと私の20年（主婦と生活社出版）
- 出ないクギは捨てられる（扶桑社）
- 女房なんて怖くないと言ってみたい（扶桑社）

## 参照
1. 1 2  寺尾睦男氏が死去 元ライオン副社長 日本経済新聞、2019年8月5日
2. ↑  “寺尾睦男”. www6.plala.or.jp. 2024年12月3日閲覧。